# 色部義昭
色部 義昭（いろべ よしあき、1974年 - ）は日本のグラフィックデザイナー、アートディレクター。東京芸術大学デザイン科非常勤講師、株式会社日本デザインセンター取締役。

## 来歴
1974年、千葉県我孫子市で生まれ、同県柏市で育つ。2001年に東京芸術大学美術学部デザイン科を卒業、同大学大学院美術研究科修士課程に進み、2003年に修了して株式会社日本デザインセンターに入社した。
原デザイン研究所などでの勤務を経て、2011年に日本デザインセンター内に色部デザイン研究室を設立（2018年に色部デザイン研究所に名称変更）。
グラフィックデザインをベースに平面から立体、空間を含む作品を手がける。主な仕事にOsaka MetroのCI、国立公園のVI、東京芸術大学のVIや、草間彌生美術館・市原湖畔美術館・天理駅前広場Cofufun・須賀川市民交流センターtetteなど公共施設のVIとサイン計画、富山県美術館・DIC川村記念美術館のサイン計画。「TAKEO PAPER SHOW 2011−本」「富山県美術館の目印と矢印」などの展覧会デザイン、「naturaglacé」「白鶴天空」「Liquitex Gouache Acrylic+」のパッケージデザインなどがある。銀座地区サイン実証実験やTOKYO PROJECTなどのプロジェクトにも参画している。
JAGDA（日本グラフィックデザイナー協会）会員、ADC（東京アートディレクターズクラブ）会員、AGI（国際グラフィック連盟）のメンバー。

## 主な展覧会
- JAGDA新人賞受賞作家作品展2009（クリエイションギャラリーG8／2009）
- 色部義昭：WALL（ギンザ・グラフィック・ギャラリー／2015）
- 色部義昭展「目印と矢印」（クリエイションギャラリーG8／2019）

## 主な受賞歴
- 2008年 - SDA最優秀賞
- 2009年 - JAGDA賞、JAGDA新人賞、東京ADC賞
- 2012年 - 東京ADC賞、D&ADノミネーション賞
- 2013年 - One Show Design シルバーペンシル
- 2014年 - One Show Design ゴールドペンシル、D&ADノミネーション、東京ADC賞、CSデザイン賞グランプリ
- 2016年 - グッドデザイン賞
- 2018年 - グッドデザイン賞、パッケージデザイン大賞銅賞
- 2019年 - 亀倉雄策賞[1][3]

## 著書および関連書籍
- 『グラフィックデザイナーによるサインデザイン』誠文堂新光社、2009年
- 『デザインのポリローグ』誠文堂新光社、2010年
- 『本 - TAKEO PAPER SHOW 2011』平凡社、2011年
- 『色部義昭＿世界のグラフィックデザイン116』DNPアートコミュニケーションズ、2015年
- 『DESIGN for the FUTURE 21組の有識者が語る、21世紀のデザイン』ギャップ・ジャパン、2015年 -
- 『対話日本設計』三度出版、2015年
- 『30年30話』誠文堂新光社ムック、2016年
- 『グラフィックの天才たち。名作の100年』Pen Books、2017年